# 2-й механизированный корпус (2-го формирования)
2-й механизированный корпус — общевойсковое тактическое соединение (механизированный корпус) РККА СССР во время Великой Отечественной войны.

## История
2-й механизированный корпус начал формироваться в сентябре 1942 года на основании директивы НКО № 1104308сс от 8 сентября 1942 года.
Корпус вступил в бой на Калининском фронте в составе 43-й армии, после чего практически сразу был включён в состав 3-й ударной армии. В апреле 1943 года корпус был выведен в резерв Ставки Верховного Главнокомандования, в мае того же года был включён в состав 3-й гвардейской, а в сентябре того же года — в состав 2-й танковой армии.
Приказом НКО № 0404с от 26 июля 1943 года 2-й механизированный корпус был преобразован в 7-й гвардейский механизированный корпус. 
После войны переформирован в 11-ю гвардейскую мотострелковую дивизию.

### В составе действующей армии
- с 06.10.1942 по 01.05.1943
- с 17.07.1943 по 25.07.1943

## Полное название
2-й механизированный корпус

## Состав корпуса
- Управление корпуса
- 18-я механизированная бригада
  - 13-й танковый полк
- 34-я механизированная бригада
  - 12-й танковый полк
- 43-я механизированная бригада
  - 215-й танковый полк
- 33-я танковая бригада
- 36-я танковая бригада (до весны 1943)
- 79-й истребительно-противотанковый артиллерийский полк
- 448-й миномётный полк
- 1706-й зенитный артиллерийский полк

Корпусные части:
- 410-й отдельный гвардейский миномётный дивизион
- 68-й отдельный мотоциклетный батальон
- 734-й истребительно-противотанковый артиллерийский дивизион
- 33-й отдельный бронеавтомобильный батальон
- 772-й отдельный батальон связи, с 17.07.1943
- 19-й отдельный сапёрный батальона, с 06.10.1942
- 76-й ремонтно-восстановительный батальон, с 06.10.1942
- 153-я отдельная рота химзащиты, с 17.07.1943
- 54-я отдельная инженерно-минная рота, с 06.10.1942
- 25-я отдельная автотранспортная рота подвоза ГСМ, с 06.10.1942
- Авиазвено связи, с 17.07.1943
- 167-й полевой автохлебозавод, с 17.07.1943
- 1774-я полевая касса Госбанка, с 26.02.1943
- 2295-я военно-почтовая станция, с 26.02.1943

## Командование корпуса

### Командиры корпуса
- генерал-майор танковых войск, генерал-лейтенант танковых войск Корчагин, Иван Петрович (с 08.09.1942 по 26.06.1943)

### Начальники штаба корпуса
- полковник Васильев, Иван Дмитриевич (с октября 1942 по февраль 1943)

### Военные комиссары
С 9 октября 1942 года — заместители командира по политической части:
- бригадный комиссар, полковник Кудинов, Никанор Григорьевич (c 09.09.1942 по 16.06.1943)

### Начальники политотдела
С июня 1943 года — заместители командира по политической части:
- батальонный комиссар, подполковник Черненький, Даниил Герасимович (с 30.09.1942 по 16.06.1943)
- полковник Кудинов, Никанор Григорьевич (с 16.06.1943 по 25.07.1943)